# Carl August Hugo Burkhardt
Carl August Hugo Burkhardt (* 6. Juni 1830 in Jena; † 9. Mai 1910 ebenda) war ein deutscher Historiker, Archivar und langjähriger Leiter des Großherzoglichen Staatsarchivs in Weimar.

## Leben
Nach dem Studium der Geschichte und Philosophie in Jena und Berlin nahm er die Stelle des Zweiten Konservators am Germanischen Nationalmuseum in Nürnberg an. 1859 wechselte er als Archivar an das Geheime Hof- und Staatsarchiv in Weimar. Als Großherzoglicher Archivdirektor übernahm er 1859 den Vorstand des Ernestinischen Gesamtarchivs und 1862 die Leitung des Großherzoglichen Staatsarchivs und hatte diese Funktionen bis zu seinem Ruhestand 1907 inne.
Neben seinen Arbeiten zu den Ernestinischen Herzogtümern, der sächsischen und thüringischen Landesgeschichte betätigte er sich auch als Goethe-Forscher.

## Veröffentlichungen (Auswahl)
- Der historische Hans Kohlhase und Heinrich von Kleist’s Michael Kohlhaas, Leipzig 1864 (Digitalisat)
- Hand- und Adressbuch der deutschen Archive im Gebiete des deutschen Reiches. Leipzig 1875. (Digitalisat)
- Geschichte der sächsischen Kirchen- und Schulvisitationen von 1524 bis 1545. Leipzig 1879. (Digitalisat)
- Urkundenbuch der Stadt Arnstadt. 704–1495. Jena, 1883 (Digitalisat)
- Hand- und Adressbuch der deutschen Archive. Leipzig 1887.
- Das Repertoire des Weimarischen Theaters unter Goethes Leitung 1791–1817. 1891.
- Ernestinische Landtagsakten. Band 1: Die Landtage von 1487–1532. Jena 1902.
- Die Entstehung des Parks in Weimar, Weimar 1907.